# Marbán (província)
Marbán é uma província da Bolívia localizada no departamento de El Beni, sua capital é a cidade de Loreto.